# Padawiya Division
Padawiya Division är en division i Sri Lanka.   Den ligger i provinsen Norra Centralprovinsen, i den norra delen av landet, 240 km nordost om huvudstaden Colombo.